# 2008年北京オリンピック

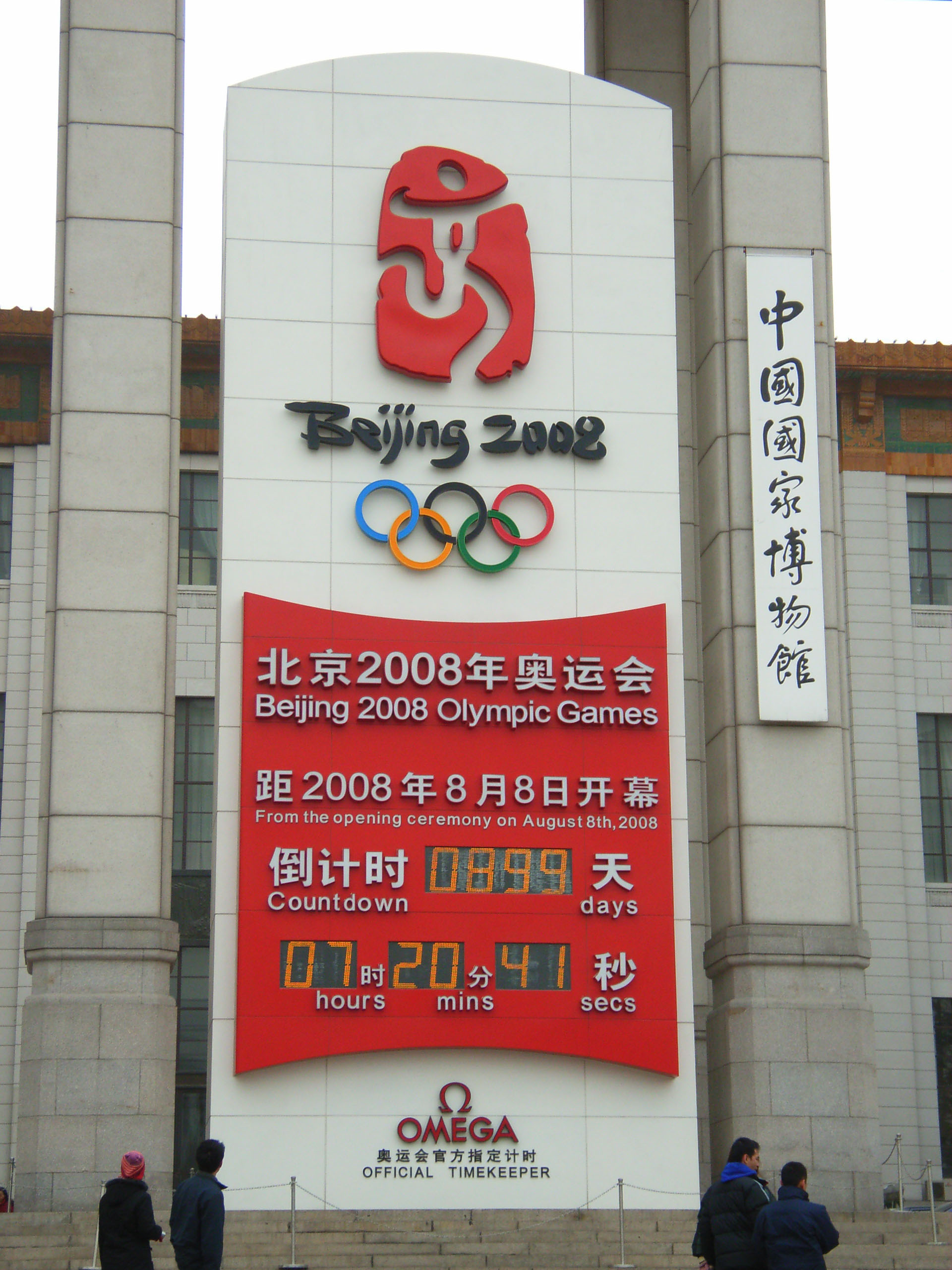
中国国家博物館前にあるカウントダウン時計台

2008年北京オリンピック（2008ねんペキンオリンピック）は、2008年8月8日 から8月24日までの17日間中華人民共和国の北京を主な会場として開催されたオリンピック競技大会。北京五輪、北京2008（Beijing 2008、北京2008）などと呼称される。
世界の204の国と地域から約11,000人のアスリートが参加し、全28競技302種目が行われた。
アジアで夏季オリンピックが開催されるのは、1988年に韓国で開催されたソウル大会以来20年ぶり（5大会ぶり）3回目で、中国では初開催となった。社会主義国で夏季オリンピックが開催されるのも1980年のモスクワ大会以来である（1984年の冬季オリンピックのサラエボ大会も数えると3回目である）。一部の競技は近郊および沿岸部の都市（青島など）で開催され、また馬術競技も香港で開催された。

## 大会開催までの経緯
| 北京           | 中国     | 44 | 56 |
| トロント       | カナダ   | 20 | 22 |
| パリ           | フランス | 15 | 18 |
| イスタンブール | トルコ   | 17 | 9  |
| 大阪           | 日本     | 6  | -  |

2001年7月13日にモスクワで開かれた第112次IOC総会で開催地を決める投票が行われ、立候補していたイスタンブール、大阪、パリ、トロントの4都市を破り、開催地に決定した。当初、大会開催地には他に5都市（バンコク、カイロ、ハバナ、クアラルンプール、セビリア）も立候補していたが、いずれも1次選考で落選し、最終候補には残れなかった。1回目の投票ではどの都市も過半数に届かなかったため、最も票の少なかった大阪市が落選、続いて行われた2回目の投票で圧倒的過半数を得た北京が開催権を勝ち取った。
1990年アジア競技大会の開催に成功していた北京は20世紀最後かつ2000年代最初のオリンピックであった2000年夏季オリンピックにも立候補し、1993年に行われた投票で3回連続首位を得て最有力とされたが、決選投票でオーストラリアのシドニーにわずか2票差で敗れていた。これはアメリカ合衆国の人権団体ヒューマン・ライツ・ウォッチの呼びかけが影響を与えたとされ、当時の中国世論の反米感情を刺激していた。

## 主題歌
- 「You and Me」、ボーカル：Sarah Brightmanと劉歓[2]
- カウントダウン百日の主題歌：「北京歡迎你」[3]

## 開会式
開会式は2008年8月8日午後8時（中国標準時）から開始された。これは、中国において数字の8が「お金持ち」を意味する「发财（發財）」の「发（發）」と発音が同じであり、縁起の良い数とされているからである。ジャック・ロゲIOC会長は挨拶のあと、胡錦濤総書記に開会を宣言することを要請、これを受け胡総書記による開会宣言が行われた。

## 閉会式
開会式や2004年アテネオリンピックでの引き継ぎ式 と同じく張芸謀監督の演出で始まった。
- 8月24日午後7時59分31秒（CST）、閉会式開始へのカウントダウンは29から始まり、10から1まではアラビア数字の花火が上がった。
- 円形の太鼓の音で始まり、頭と手に鈴を付けた踊り子2008人が取り囲み、中国の少数民族に伝わる打楽器をモチーフとした打楽器8台や雲南民族舞踊をモチーフとした男性の足をくくりつけた長い棒が登場した。踊り子たちが道になると円形の自転車が登場し、踊り子たちの間道を駆け抜けた。
- 中国国旗の掲揚。
- 各国の旗手が入場し、204の国や地域が漢字で書いたときの画数が少ない順に4方向から入場した。閉会式の日本の旗手は競泳の北島康介が務めた。
- 男子マラソン表彰式。
- ギリシャ国旗の掲揚。
- ジャック・ロゲIOC会長による閉会宣言「北京オリンピックは本当に比類なきオリンピックであります。」
- IOC選手委員の文大成（韓国）、アレクサンドル・ポポフ（ロシア）、クラウディア・ボーケル（ドイツ）の3人（キューバのユミルカ・ルイスルアセス選手は欠席）からボランティアへ、感謝の花束贈呈。
- イギリス国旗の掲揚。
- オリンピック旗返還。中国の少年少女合唱団によるオリンピック賛歌斉唱と共に旗を降納。
- 北京の郭金龍市長からIOCのロゲ会長経由で、ロンドンのボリス・ジョンソン市長へオリンピック旗が手渡された。この模様はロンドンのトラファルガー広場でも生中継された。
- ロンドンをPRする映像にも会場にも、LEDで「London 2012」と行き先表示された2階建バスのルートマスター（2階部分のボディペイントは白文字でLondon-Beijing-London）が登場した。
  - バス停でルートマスターの2階部分が変形して開き、緑色のステージとなり、レオナ・ルイスがルートマスターの1階部分からせり上がり、ジミー・ペイジのギター伴奏で、レッド・ツェッペリンの「胸いっぱいの愛を」をカバー。ルイスはジミー・ペイジの乗ったステージに2番のサビを歌いながら飛び乗った[8]。
  - さらに、ルートマスターの変形したもう1つのステージには、元サッカーイングランド代表のデイビッド・ベッカムが現れ、ロンドン在住の少女から受け取ったサッカーボールを選手団へ目掛けて蹴り上げ、キックオフした。
- メインモニターに飛行機の時刻表が映し出されると、飛行場のタラップに紙の巻物を持った黒人男性選手と帰国の途に着く白人男女選手が乗り、タラップの先には全身灰色の男性2人が乗った鉄塔『記憶の塔』がせり上がり、黒人男性選手が巻物を広げると、会場壁面スクリーンに16日間の大会ハイライトが1日ずつ映し出された。楊沛宜の歌唱祖国のBGMを聞いた黒人男性選手が巻物を閉じていくと、巻物が完全に閉じると同時に聖火は消火された。

### 聖火消火後
- 鉄塔『記憶の塔』に赤い服をまとった男性たちが火を表し、聖火から塔に火が乗り移ったかのような表現を繰り広げた。「記憶の塔」は「友情の樹」となり、赤い服をまとった男性たちは1人ずつスロープで降りていった。
- ワン・リーホン、Rain、韓雪、ケリー・チャンら6名が、江蘇省選抜女性60人の二胡演奏者をバックに「北京、北京、我愛北京」（クワン・ジュ作詞、菊地圭介作曲）を歌った。
- 中国人女性歌謡曲歌手6名による合唱「今夜月明かりに」
- プラシド・ドミンゴと宋祖英とのデュエットで「愛は火より燃える」合唱
- BGM「明日への世界」
- 最後はアンディ・ラウ、ニコラス・ツェー、カレン・モク、エミール・チョウ、ステファニー・スン、水色地に白線ボランティア服姿のジャッキー・チェンら68名等56の中国民族着用のバックダンサー多数が「远方的客人请你留下来（Hard to Say Goodbye）」「超越」を歌い、閉会式の歌謡ショーは幕を閉じた。

## 実施競技
- ソフトボールと野球については、2005年7月にシンガポールで開かれた第117次IOC総会において、2012年のロンドンオリンピックでは実施競技から除外されることが決定しており、その時点では最後の実施となったが、2021年の東京オリンピックで13年ぶりにオリンピック競技に復帰した。また今回のオリンピックではソフトボール競技において日本代表のうちの数人かが、ポールの上まで登れると金メダルがとれるというジンクスを信じ込んで、登ってしまい、宇津木妙子や宇津木麗華からお叱りを受けたというエピソードがある。
- 北京オリンピック組織委員会は武術太極拳の正式競技化を狙った。オリンピック公開競技の制度はすでになくなっており、追加種目の制度もまだなかった。さらには競技数が上限の28個に達していたこともありIOCにより否決された。代わりに北京オリンピック組織委員会主催でオリンピックと同時期に北京での武術太極拳の国際大会2008年北京武術トーナメント（中国語版）の開催を図った。しかし、IOCの方針としては外国でも同時期には国際大会をやらないことが望ましい、としており上海など北京以外での開催を要請したが最終的には北京での開催を容認した。会場もハンドボールと同じオリンピックセンター体育館でメダルのデザインもボランティア人員も北京オリンピックのものを流用し、選手もオリンピック村に入村し、8月21日から24日に開催した。日本のメディアでは前年に北京市にある石景山遊楽園でのディズニーキャラクター剽窃騒動があったこともあって、国際大会開催ごろには『五輪競技に“偽装”』の見出しが躍った[9]。北京市民やボランティアがオリンピック正式競技と誤解しているインタビュー映像もテレビ放送された。一方で会場にはIOC会長のロゲも訪れ、メダル授与も行った。日本からも大道塾塾長の東孝が東京武術散手倶楽部所属の散手の日本代表監督として、他にも日本代表選手は套路5人、散手1人が参加した。日本代表のメダリストも誕生した[10][11][12][13][14]。

### 競技スケジュール
2008年8月6日 - 24日, 数字は金メダル確定数, Rは予備, Gはエキシビション
| 日 付                                   | 6 | 7 | 8 | 9 | 10 | 11 | 12 | 13 | 14 | 15 | 16 | 17 | 18 | 19 | 20 | 21 | 22 | 23 | 24 | 計  |
| --------------------------------------- | - | - | - | - | -- | -- | -- | -- | -- | -- | -- | -- | -- | -- | -- | -- | -- | -- | -- | --- |
| 開会式・閉会式                          |   |   |   |   |    |    |    |    |    |    |    |    |    |    |    |    |    |    |    |     |
| 陸上競技                                |   |   |   |   |    |    |    |    |    | 2  | 4  | 6  | 6  | 5  | 3  | 6  | 7  | 7  | 1  | 47  |
| ボート                                  |   |   |   |   |    |    |    |    |    | R  | 7  | 7  |    |    |    |    |    |    |    | 14  |
| バドミントン                            |   |   |   |   |    |    |    |    |    | 1  | 2  | 2  |    |    |    |    |    |    |    | 5   |
| 野球                                    |   |   |   |   |    |    |    |    |    |    |    | R  |    |    |    | R  |    | 1  |    | 1   |
| バスケットボール                        |   |   |   |   |    |    |    |    |    |    |    |    |    |    |    |    |    | 1  | 1  | 2   |
| ボクシング                              |   |   |   |   |    |    |    |    |    |    |    |    |    |    |    |    |    | 5  | 6  | 11  |
| カヌー （フラットウォーターレーシング） |   |   |   |   |    |    |    |    |    |    |    |    |    |    |    |    | 6  | 6  |    | 12  |
| カヌー （スラローム）                   |   |   |   |   |    |    | 2  |    | 2  |    |    |    |    |    |    |    |    |    |    | 4   |
| 自転車競技 （トラックレース）           |   |   |   |   |    |    |    |    |    | 1  | 3  | 1  | 2  | 3  |    |    |    |    |    | 10  |
| 自転車競技 （ロードレース）             |   |   |   | 1 | 1  |    |    | 2  |    |    |    |    |    |    |    |    |    |    |    | 4   |
| 自転車競技 （マウンテンバイク）         |   |   |   |   |    |    |    |    |    |    |    |    |    |    |    |    | 1  | 1  |    | 2   |
| 自転車競技 （BMX）                      |   |   |   |   |    |    |    |    |    |    |    |    |    |    |    | 2  |    |    |    | 2   |
| 日付                                    | 6 | 7 | 8 | 9 | 10 | 11 | 12 | 13 | 14 | 15 | 16 | 17 | 18 | 19 | 20 | 21 | 22 | 23 | 24 | 計  |
| 馬術 （障害飛越競技）                   |   |   |   |   |    |    |    |    |    |    |    |    | 1  | R  |    | 1  | R  | R  | R  | 2   |
| 馬術 （馬場馬術）                       |   |   |   |   |    |    |    |    | 1  | R  |    |    |    | 1  | R  |    |    |    |    | 2   |
| 馬術 （総合馬術）                       |   |   |   |   |    |    | 2  |    |    |    |    |    |    |    |    |    |    |    |    | 2   |
| フェンシング                            |   |   |   | 1 | 1  | 1  | 1  | 2  | 1  | 1  | 1  | 1  |    |    |    |    |    |    |    | 10  |
| サッカー                                |   |   |   |   |    |    |    |    |    |    |    |    |    |    |    | 1  |    | 1  |    | 2   |
| 体操 （体操競技）                       |   |   |   |   |    |    | 1  | 1  | 1  | 1  |    | 4  | 3  | 3  | G  |    |    |    |    | 14  |
| 体操 （トランポリン）                   |   |   |   |   |    |    |    |    |    |    |    |    | 1  | 1  |    |    |    |    |    | 2   |
| 体操 （新体操）                         |   |   |   |   |    |    |    |    |    |    |    |    |    |    |    |    |    | 1  | 1  | 2   |
| ウエイトリフティング                    |   |   |   | 1 | 2  | 2  | 2  | 2  |    | 2  | 1  | 1  | 1  | 1  |    |    |    |    |    | 15  |
| ハンドボール                            |   |   |   |   |    |    |    |    |    |    |    |    |    |    |    |    |    | 1  | 1  | 2   |
| ホッケー                                |   |   |   |   |    |    |    |    |    |    |    |    |    |    |    |    | 1  | 1  |    | 2   |
| 柔道                                    |   |   |   | 2 | 2  | 2  | 2  | 2  | 2  | 2  |    |    |    |    |    |    |    |    |    | 14  |
| レスリング （グレコローマン）           |   |   |   |   |    |    | 2  | 2  | 3  |    |    |    |    |    |    |    |    |    |    | 7   |
| レスリング （フリースタイル）           |   |   |   |   |    |    |    |    |    |    | 2  | 2  |    | 2  | 2  | 3  |    |    |    | 11  |
| 日付                                    | 6 | 7 | 8 | 9 | 10 | 11 | 12 | 13 | 14 | 15 | 16 | 17 | 18 | 19 | 20 | 21 | 22 | 23 | 24 | 計  |
| 水泳 （競泳）                           |   |   |   |   | 4  | 4  | 4  | 4  | 4  | 4  | 4  | 4  |    |    | 1  | 1  |    |    |    | 34  |
| 水泳 （シンクロナイズドスイミング）     |   |   |   |   |    |    |    |    |    |    |    |    |    |    | 1  |    |    | 1  |    | 2   |
| 水泳 （飛込）                           |   |   |   |   | 1  | 1  | 1  | 1  |    |    |    | 1  |    | 1  |    | 1  |    | 1  |    | 8   |
| 水泳 （水球）                           |   |   |   |   |    |    |    |    |    |    |    |    |    |    |    | 1  |    |    | 1  | 2   |
| 近代五種                                |   |   |   |   |    |    |    |    |    |    |    |    |    |    |    | 1  | 1  |    |    | 2   |
| ソフトボール                            |   |   |   |   |    |    |    |    |    |    |    |    |    | R  |    | 1  |    |    |    | 1   |
| テコンドー                              |   |   |   |   |    |    |    |    |    |    |    |    |    |    | 2  | 2  | 2  | 2  |    | 8   |
| テニス                                  |   |   |   |   |    |    |    |    |    |    | 2  | 2  |    |    |    |    |    |    |    | 4   |
| 卓球                                    |   |   |   |   |    |    |    |    |    |    |    | 1  | 1  |    |    |    | 1  | 1  |    | 4   |
| 射撃                                    |   |   |   | 2 | 2  | 2  | 2  | 1  | 2  | 1  | 2  | 1  |    |    |    |    |    |    |    | 15  |
| アーチェリー                            |   |   |   |   | 1  | 1  |    |    | 1  | 1  |    |    |    |    |    |    |    |    |    | 4   |
| トライアスロン                          |   |   |   |   |    |    |    |    |    |    |    |    | 1  | 1  |    |    |    |    |    | 2   |
| セーリング                              |   |   |   |   |    |    |    |    |    |    | 2  | 1  | 2  | 2  | 2  | 2  | R  | R  | R  | 11  |
| バレーボール                            |   |   |   |   |    |    |    |    |    |    |    |    |    |    |    |    |    | 1  | 1  | 2   |
| バレーボール （ビーチバレー）           |   |   |   |   |    |    |    |    |    |    |    |    |    |    |    | 1  | 1  |    |    | 2   |
| 計                                      |   |   |   | 7 | 14 | 13 | 19 | 17 | 17 | 16 | 30 | 34 | 18 | 20 | 11 | 23 | 20 | 31 | 12 | 302 |

※スケジュールは公式サイトから。競技名の日本語表記は JOC 発表スケジュール表より。

### 午前に行われる決勝
本来のオリンピックなどの大きな国際大会ならば、決勝は午後に行われ、選手達もそれに備えて午前に準備をする。しかし、北京オリンピックでは、競泳の全種目、体操の団体総合・個人総合の決勝が、午前中に行われた。
- その背景には、アメリカのテレビ局の強い要求がある。アメリカ国内における北京オリンピックの放映権はNBCが獲得し、同局が支払うテレビ放送権料は北京オリンピック運営費全体の半分近くを占めているため、同局がその費用を支払わなければ、大会の開催は不可能とも言われた。アメリカでは競泳・体操の人気が高く、高い視聴率を見込めるため、NBC側は国際オリンピック委員会 (IOC) に対し、アメリカで夜の時間帯に生中継できるように、決勝を北京時間の午前中に実施することを要求した。同じく東アジアで開催された20年前のソウルオリンピックでも、当時人気の高かった陸上競技で同様の措置が取られた。
- IOC側は「（アメリカ国内の）多くの人に喜んでもらえるプランになった。」とコメントした。
- しかし一方では、アメリカの傲慢な姿勢に対する批判も根強く、ヨーロッパにおける中継の窓口である欧州放送連合が決定に抗議したほか、各国の競技団体の中にも「選手の体調に悪影響を与えるおそれがある」とする意見があった[要出典]。

## 国・地域別メダル獲得数

参加国一覧
青 = 五輪初参加国
緑 = 参加国

| 順 | 国・地域       | 金 | 銀 | 銅 | 計  |
| -- | -------------- | -- | -- | -- | --- |
| 1  | 中国（開催国） | 48 | 22 | 30 | 100 |
| 2  | アメリカ合衆国 | 36 | 39 | 37 | 112 |
| 3  | ロシア         | 24 | 13 | 23 | 60  |
| 4  | イギリス       | 19 | 13 | 19 | 51  |
| 5  | ドイツ         | 16 | 11 | 14 | 41  |
| 6  | オーストラリア | 14 | 15 | 17 | 46  |
| 7  | 韓国           | 13 | 11 | 8  | 32  |
| 8  | 日本           | 9  | 8  | 8  | 25  |
| 9  | イタリア       | 8  | 9  | 10 | 27  |
| 10 | フランス       | 7  | 16 | 20 | 43  |

## 施設

競技会場の地図

以下の会場で実施された。うち北京市内に37会場が設置され、そのうち新設は22会場である。全体の44%の施設が市北部に建設されるオリンピック公園に集中する。
馬術競技は香港で実施された。これは検疫が大陸本土よりはるかに容易であるためである。オリンピックの一部競技が異なる国内オリンピック委員会 (NOC) の領域で実施されたのは、1956年のメルボルン大会以来、52年ぶり（13大会ぶり）で、このときも検疫の問題から馬術競技がストックホルムで実施された。

### オリンピック公園（オリンピック・グリーン）

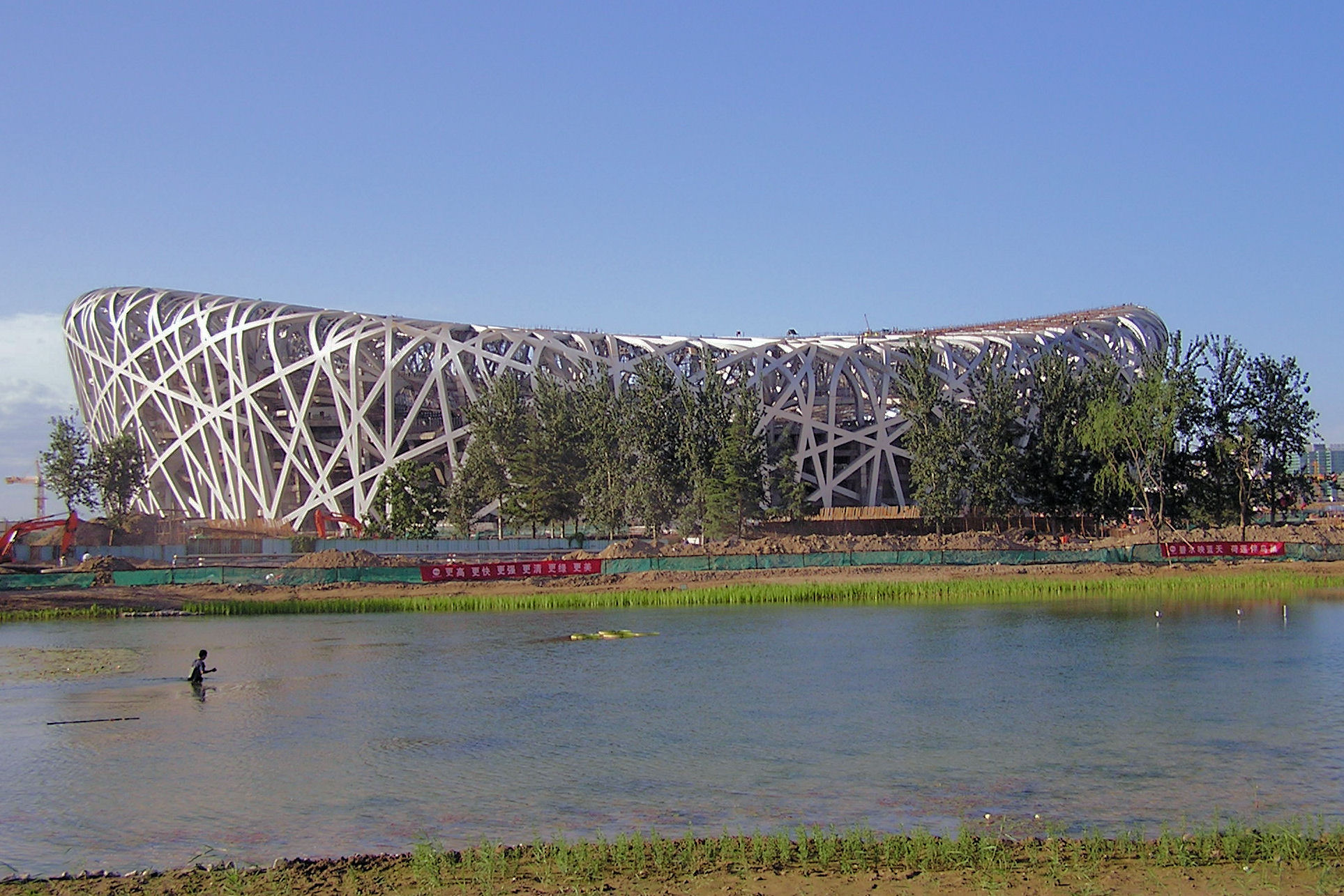
北京国家体育場（通称・「鳥の巣」）

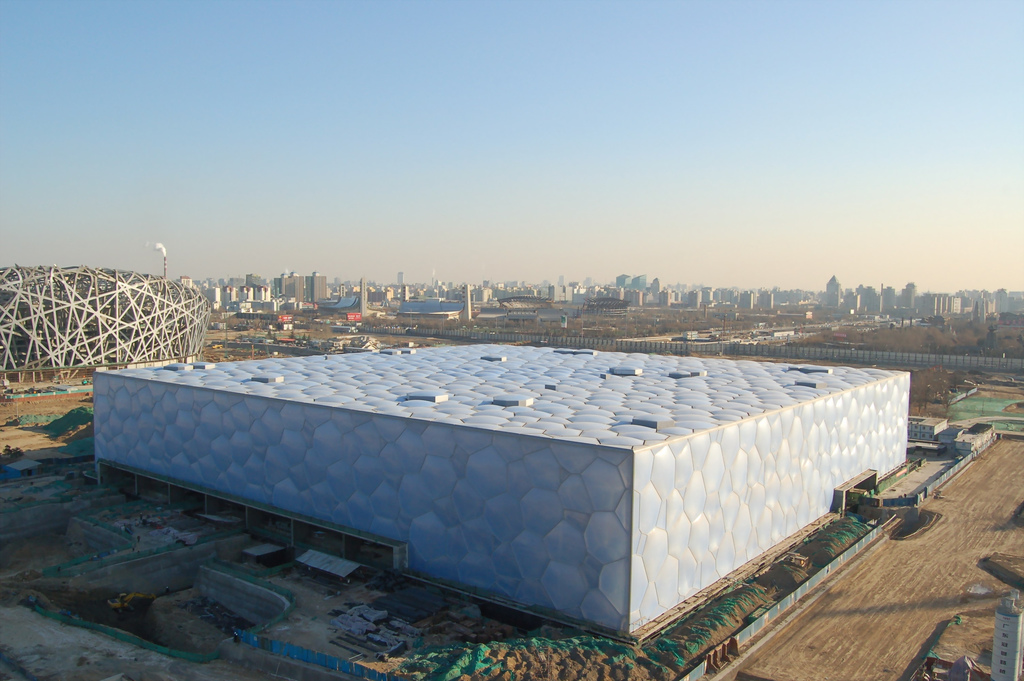
北京国家水泳センター（通称・「水立方」、左端に見えるのが通称「鳥の巣」である国家体育場）

- 北京国家体育場（9万1000人収容）愛称「鳥巣（Bird's Nest）」：開閉会式、陸上競技、サッカー[16]
- 北京国家体育館（1万8000人収容）：体操（体操競技、トランポリン）、ハンドボール（順位決定戦、準決勝戦、決勝戦）[17]
- 北京国家水泳センター（1万7000人収容）愛称「水立方（Water Cube）」：水泳（競泳、飛込、シンクロナイズドスイミング）[18]
- 北京国家会議センターフェンシング館（6000人収容）：フェンシング、近代五種（フェンシング、射撃）[19]
- オリンピック公園アーチェリー場（5000人収容）：アーチェリー[20]
- オリンピック公園ホッケーセンター（1万7000人収容）：ホッケー[21]
- オリンピック公園テニス場（北京国家テニスセンター、1万7400人収容）：テニス[22]
- オリンピックセンター体育場（英語版、中国語版）（4万0000人収容）：サッカー、近代五種（陸上、馬術）[23]
- オリンピックセンター体育館（英語版、中国語版）（7000人収容）：ハンドボール（グループステージ、準々決勝戦）[24]
- 英東遊泳館（英語版、中国語版）（6000人収容）：水球、近代五種（水泳）[25]
- 選手村[26]

### 西地区
- 北京射撃館（予選会場6100人、決勝会場2500人収容）：射撃（ライフル、ピストル）[27]
  - 北京射撃館クレー射撃場（英語版）（5000人収容）：射撃（クレー射撃）[27]
- 老山自転車館（6000人収容）：自転車（トラック）[28]
- 老山マウンテンバイク場（2000人収容）：自転車（マウンテンバイク）[29]
- 老山BMX場（英語版、中国語版）（4000人収容）：自転車（BMX）[30]
- 公道コース（英語版、中国語版）（3000人収容）：自転車（ロードレース）[31]
- 五棵松体育館（1万8000人収容）：バスケットボール[32]
- 五棵松野球場（1万2000人収容）：野球[33]
- 豊台ソフトボール場（英語版、中国語版）（1万0000人収容）：ソフトボール[34]
- 首都体育館（1万8000人収容）：バレーボール[35]

### 大学地区
- 北京航空航天大学体育館（6000人収容）：ウエイトリフティング[36]
- 北京大学体育館（8000人収容）：卓球[37]
- 中国農業大学体育館（8500人収容）：レスリング[38]
- 北京科技大学体育館（8000人収容）：柔道、テコンドー[39]
- 北京理工大学体育館（5000人収容）：バレーボール[40]

### 北地区
- 順義オリンピック水上公園（3万7000人収容）：ボート、カヌー（スプリント、スラローム）、競泳（10kmマラソン）[41]
- トライアスロン開催地、十三陵水源地周辺（1万0000人収容）：トライアスロン[42]

### その他（北京市内）
- 工人体育場（6万4000人収容）：サッカー[43]
- 工人体育館（1万3000人収容）：ボクシング[44]
- 朝陽公園（英語版、中国語版）ビーチバレーボール場（1万2200人収容）：バレーボール（ビーチバレー）[45]
- 北京工業大学体育館（7500人収容）：バドミントン、体操（新体操）[46]

### その他（データセンター）

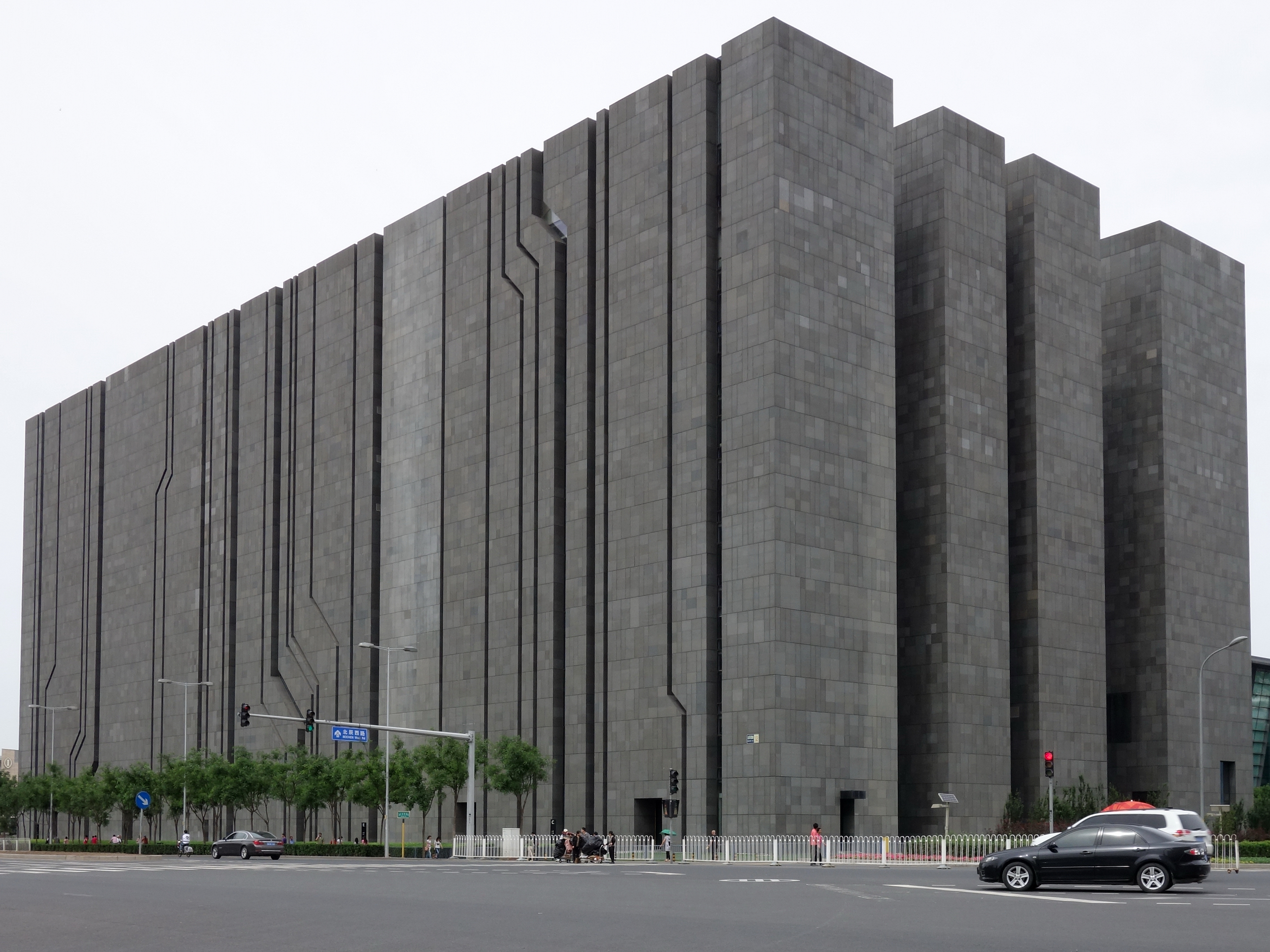
数字北京大厦（通称・デジタル北京ビル）

- 数字北京大厦（英語版、中国語版）：プレスセンター

### その他（共同開催都市）
北京オリンピックでは、下記の北京以外の都市で一部の競技が開催された。
- 青島 - 青島国際帆船センター（英語版、中国語版）：セーリング[47]
- 香港 - 香港オリンピック馬術競技場（2万0000人収容）：馬術[48]
  - 双魚河（英語版、中国語版）カントリークラブ
  - 沙田馬術場
- 天津 - 天津オリンピック・スポーツセンター・スタジアム（6万0000人収容）愛称「水滴」：サッカー[49]
- 秦皇島 - 秦皇島オリンピック・スポーツセンター・スタジアム（3万5000人収容）：サッカー[50]
- 瀋陽 - 瀋陽オリンピック・スポーツセンター・スタジアム（6万0000人収容）：サッカー[51]
- 上海 - 上海体育場（8万0000人収容）：サッカー[52]

### オリンピック終了後の施設
2022年北京オリンピックの開催が決定した時点で北京国家体育場、北京国家水泳センター、北京国家体育館は開会式会場や競技施設として利用することが決定している。なお、他のオリンピック開催都市同様、2018年現在、一部施設は使用されないまま放置同然となったものもある。

## 大会マスコット

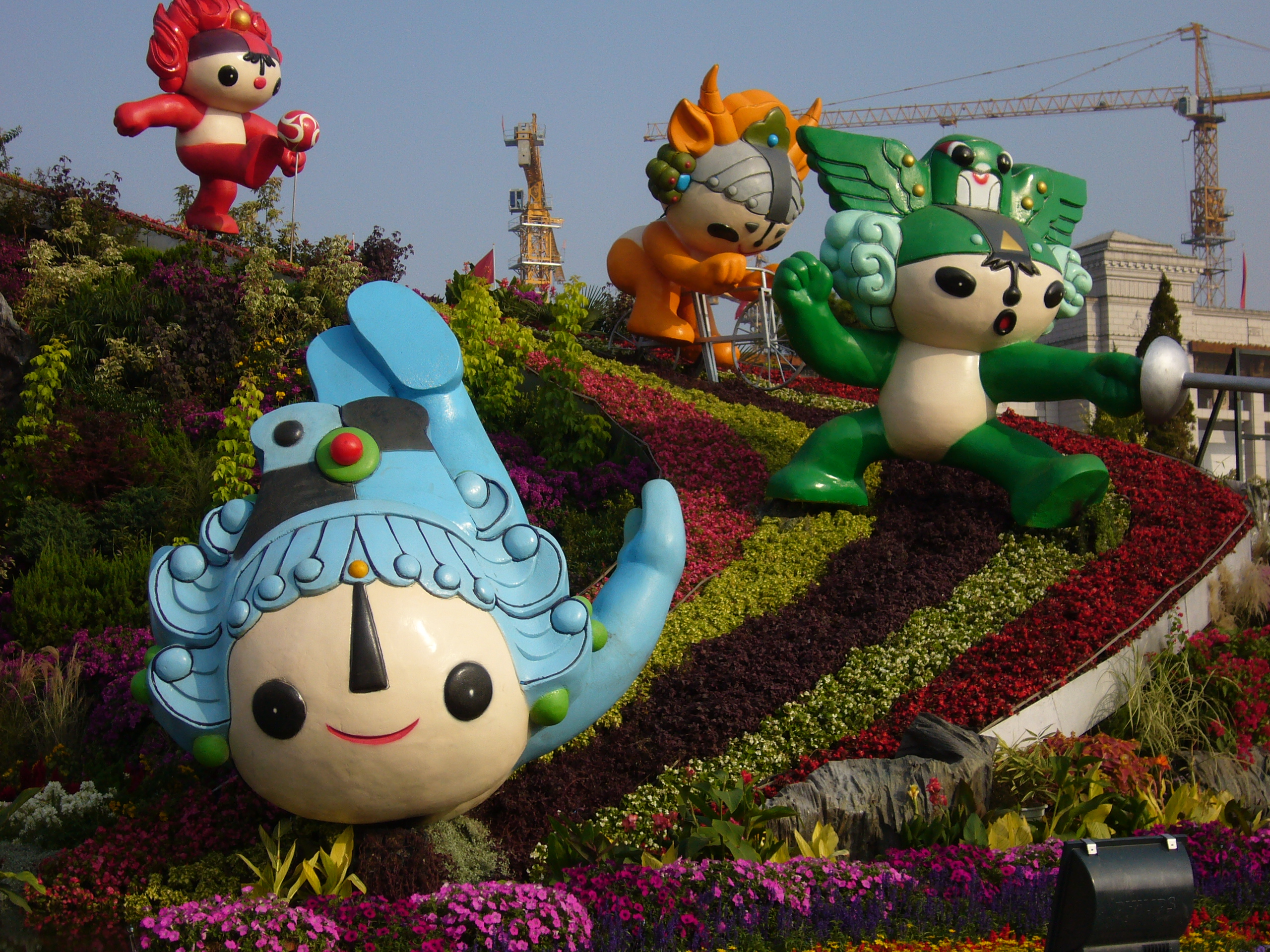
福娃

今大会のマスコットとして「福娃」がいる。この福娃は、“幸福をもたらす5人の童子”という設定。

## 大会スローガン
北京五輪大会組織委員会は大会のスローガンとして、「One World, One Dream（同一个世界 同一个梦想）（ひとつの世界、ひとつの夢）」を選んだ。
なお、中国国内向けスローガンとして「迎接奥运会、公创文明城（オリンピックを迎え、文明的社会を創ろう）」がある。しかし、国や自治体が推進したキャンペーンであり、五輪大会スローガンではない。

## 大会エンブレム
2003年8月3日夜、北京の天壇祈年殿で正式発表された。劉淇会長は「中国の書道、印章などの芸術とスポーツを結び付けたもので、勝利に向かって走る選手をデザインした。」と説明した。赤を背景に白いラインのフォルムは、開催地・北京の「京」という字を思わせ、ゴールに向かう選手のようでもあり、歌いながら踊る人のようにも見えるともいわれた。

## テレビ放送
- 映像は北京オリンピック放送（IOCの下部機関と北京大会組織委員会の合弁による放送機関）が担当する。
- 今大会より国際映像は全競技・全種目が画角16:9のHDTV（ハイビジョン）で制作された。テロップは画角4:3のテレビ放送を行なっている国・地域の事情を考慮して、それにあわせた位置となっていた。
- 中国の国営放送局であるCCTVが、スポーツチャンネルを2008年1月から、北京オリンピック閉幕までの期間限定で奥运频道（オリンピックチャンネル）と名前を変え、競技の模様や、過去のオリンピックの映像などオリンピック関連の特別番組を中心とした番組編成になった。
- 日本ではアナログテレビ放送での夏季五輪中継は本大会が最後となった。
- 全世界の視聴者は地球の3人に2人の割合である47億人だったことから、史上最も視聴率を稼いだオリンピックとしてギネス世界記録に登録された[55][56]。

## 開催費用
北京オリンピックの開催費用は、400億ドルという、当時としては近代オリンピック史上最高額だった。

## インターネットによる配信
- IOCは8月6日よりYouTubeに 北京オリンピック専用チャンネル を設置した。期間中の17日間、世界77地域においてのみ閲覧が可能であり、独自のデジタルビデオ・オン・デマンド配信権を持つアメリカや日本は対象地域から外れた。配信されるコンテンツは、オリンピック競技のハイライト、ニュースクリップ、ビデオなどで、IOCの完全子会社であるオリンピック放送機構が制作する。
- アメリカにおいては、NBCユニバーサルがマイクロソフトと共同で特別サイト「NBCOlympics.com」を設置し、動画配信などを行う。国際放送センターでは各競技場から集まった映像をネット配信可能なフォーマットにエンコーディングし、人工衛星経由でNBC本社へ送信する。NBC本社ではライブテキストの追加や映像編集などを行った上で、Limelight Networks社のコンテンツデリバリネットワークにある大量の配信サーバで各ユーザへ映像を配信する。ほぼリアルタイムでストリーミング配信するのは約2200時間、その他競技期間中の映像をアーカイブして配信する。動画の閲覧に関しては、Microsoft Silverlight2が必要となる。
- 日本では、今大会より民間放送132社が共同で民放テレビ北京オリンピック公式動画サイト『gorin.jp』を配信。競技結果やニュース速報に加え、テレビ放送の無かった競技まで動画映像が無料配信された。動画配信開始は8月6日の「サッカー女子予選」から。オリンピック関連の動画を公式にネット配信するのは日本国内で初めてである。

## 開催決定後の動向
開催決定後はこれを批判し、参加ボイコットを主張する動きもあった。ハリウッドでは、アメリカの俳優のリチャード・ギアは新作映画の記者会見で北京五輪のボイコットを訴え、ダルフール紛争での中国政府の対応に不満を持ったスティーヴン・スピルバーグやクインシー・ジョーンズらは北京五輪の芸術顧問を辞任した。ナチス・ドイツの1936年ベルリンオリンピックなどで有名な世界首都ゲルマニアを設計したアルベルト・シュペーアの長男で有名な建築家のアルベルト・シュペーア・ジュニアが北京五輪のマスタープラン設計者に選定された際にゲルマニアの都市計画との類似性から中国政府とシュペーアはドイツ国内外で批判を浴びた。
IOCのジャック・ロゲ会長は大会最終日の記者会見で、大会運営そのものについては中国に謝意を示したものの、大会期間中取材を行った各国メディアに対する報道規制の解除が不十分であったこと、中国政府が場所を指定してデモ活動を許可するとしていながら、デモが1件も許可されなかったことを挙げ、疑問を呈した。
約10億元の黒字となり、少なくとも数字上では成功を収めた大会となった。

### 環境問題
大気汚染や食品の安全性 への懸念からか、合宿地として、主に欧米勢を中心に約25ヵ国が日本での最終調整を決定した。
大気汚染については、国際オリンピック委員会 (IOC) の医事委員長が「選手や北京を訪れる人たちの健康に深刻な問題を引き起こすことはない」と報告している。IOCは1時間ごとに大気のデータを測定していたが、「現時点ではすべての項目でWHOの基準値を下回っている」と説明した。また、中国の『人民網』は「一部の出場選手は確かに環境に敏感。北京の空気はきれいだと思う」「今は毎日とてもきれいな青空が見られる」など、欧米から来た五輪メディア運営ボランティアが大気汚染問題を否定する発言を紹介した。